# Naveta d'Es Tudons
La Naveta d'Es Tudons est un monument funéraire, de type naveta, situé sur la commune de Ciutadella de Menorca, sur l'île de Minorque, dans l'archipel des Baléares, en Espagne. L'édifice est daté de l'Âge du bronze. C'est le monument préhistorique le plus célèbre et le plus visité de Minorque.

## Historique
L'édifice est mentionné pour la première fois en 1818 par Joan Ramis i Ramis, qui lui donne son nom, en raison de sa ressemblance avec la forme de la coque d'un navire renversé et parce qu'il pensait que le monument était un temple dédié à la déesse Isis, en laquelle il voyait l'inventrice de la navigation et la protectrice des marins.
La naveta d'Es Tudons est inscrite depuis le 3 juin 1931 sur la liste des biens d'intérêt culturel (référence : RI-51-0003442).
Le monument a été fouillé en 1959 par Lluís Pericot i Garcia, puis restauré par Maria Lluïsa Serra. Avant restauration, l'étage supérieur et l'arrière du monument étaient en ruine.
C'est le monument le plus visité de Minorque, véritable icône de la culture populaire et de la promotion touristique de l'île. L'édifice est d'autant plus célèbre que durant tout le XXe siècle il figurait dans les manuels scolaires espagnols et qu'à ce titre il est entré dans l'imaginaire populaire de plusieurs générations.
En 2013, l'Espagne a proposé l'inscription du site au titre de la « culture talayotique de Minorque » sur la liste indicative de l'UNESCO, préalable à une possible inscription au patrimoine mondial.

## Architecture

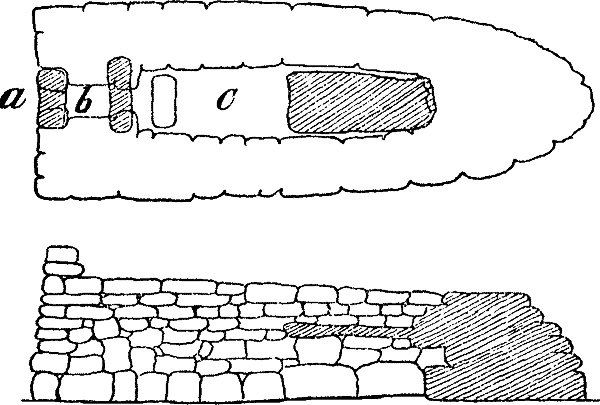
Plan dressé par Émile Cartailhac.

Le monument mesure 14 m de longueur sur 6,40 m de largeur et 3,6 m de hauteur. L'édifice est orienté sud-sud-ouest / nord-nord-est et ouvre au sud-sud-ouest. Les murs sont montés à la base en appareil cyclopéen. Côté extérieur, les blocs de parement sont biseautés de façon que la facade et les côtés soient fortement talutés. L'entrée est basse et étroite (0,75 m de hauteur sur 0,57 m de largeur). Elle était à l'origine obturée par une dalle rectangulaire, comme l'indique la présence d'une feuillure dans l'encadrement.
L'entrée ouvre sur un couloir de 1,30 m de long, donnant accès à la chambre inférieure (7,45 m de long sur 2 m de large). L'abside comporte un aménagement en forme de banc. La hauteur sous plafond est de 2,25 m. Le plafond est constitué de grandes dalles, d'une largeur moyenne de 1,50 m, encastrées dans les parois intérieures. L'accès à la chambre supérieure est possible par  une cheminée percée dans le plafond du couloir d'accès. La chambre supérieure mesure 7,10 m de long pour une hauteur de 0,85 m de hauteur. Elle est également couverte de très grandes dalles percées de trous, d'origine naturelle par usure du calcaire, ou d'origine artificielle et destinés à en assurer la ventilation.
La chambre inférieure devait vraisemblablement servir à la décomposition des cadavres tandis que la chambre supérieure servait à stocker les ossements des cadavres déjà décomposés.

## Matériel archéologique
Les fouilles ont livré les restes d'au moins cent squelettes (dont un crâne trépané) et divers objets utilitaires et de parure en os (boutons, poinçons) et en bronze (perles biconiques, bracelets), aujourd'hui exposés au musée de Minorque à Port Mahon.
Une datation par le carbone 14 d'ossements issus du monument indique une période d'utilisation comprise entre 1130 et 820 av. J.-C..